# Гремучий (Благодарненский район)
Грему́чий — хутор в составе Благодарненского городского округа Ставропольского края России.

## География
На юго-западе балка Копанская.
На западе хутор Алтухов.
На северо-западе — хутор Красный Ключ.
На северо-востоке — балка Сухая Падина.
Расстояние до краевого центра: 104 км.
Расстояние до районного центра: 15 км.

## История
На 1 марта 1966 года хутор Гремучий входил в состав Красноключевского сельсовета с центром в хуторе Алтухов:9.
До 1 мая 2017 года входил в состав территории сельского поселения Красноключевский сельсовет Благодарненского района Ставропольского края.

## Население
| 1989 | 2002 | 2010 | 2014 | 2021 | 2023 |
| ---- | ---- | ---- | ---- | ---- | ---- |
| 147  | ↗255 | ↘206 | ↘200 | ↘80  | →80  |

По данным переписи 2002 года в национальной структуре населения преобладают русские (76 %).

## Кладбища
В 150 м к югу от хутора расположено открытое кладбище площадью 10000 м².